# Unión de Bibliófilos Taurinos
La Unión de Bibliófilos Taurinos (UBT) es una asociación española de aficionados a la tauromaquia que además de esta afición social tienen la práctica privada de la bibliofilia. Fue creada en 1954.
Sus asociados asumen el pago de una cuota anual repartida en dos semestres y a cambio perciben una edición de bibliofilia limitada a 150 ejemplares, el número máximo de asociados. Más allá de esta acción difusora de bibliofilia taurómaca, la UBT realiza una labor social para el conocimiento de la historia de la tauromaquia a través de diversas actividades, principalmente participación de sus miembros y presidente, en la actualidad el doctor Rafael Cabrera Bonet, en ciclos de conferencias o cursos monográficos. Esta labor es especialmente significativa pues, como se ha afirmado por estudiosos, la tauromaquia no es solo elemento distintivo de la cultura hispana sino constitutivo, según destaca el catedrático de Literatura Gonzalo Santonja, realidad que corrobora con sus descubrimientos documentales en archivos.

## Fundación y evolución

### Antecedentes
El que aficionados a las corridas de toros busquen con afán impresos o manuscritos para su estudio o deleite en la lectura privada, es realidad social bien antigua. Ya en las últimas décadas del siglo XIX hubo notables estudiosos que fueron a la vez bibliófilos de nombradía, el más señalado fue don Luis Carmena y Millán, que publicó en tirada limitadísima el Catálogo de su biblioteca, adquirida íntegra por el filántropo norteamericano Archer Milton Huntington, fundador de la Hispanic Society of America.
En las primeras décadas del siglo XX se fue incrementando el número de aficionados bibliófilos, coincidiendo con la llamada «Edad de Oro» del toreo, protagonizada por José Gómez Ortega, «Joselito» y Juan Belmonte. Con el paso de las décadas, hubo en España un mayor acceso a formas culturales, progreso material en lo relativo a la producción de las imprentas y sobre todo un gran ambiente social favorable a las corridas de toros, pues solo competían como espectáculo popular con el teatro y el cine, en las casas la única distracción llegaba por la radio y el fútbol no era todavía el gran espectáculo de masas en que se convirtió después. La publicación del repertorio de Graciano Díaz Arquer Libros y folletos de toros (1931) y de Estampas de toros, a cargo de Pedro Vindel, ese mismo 1931, reflejan bien la demanda de estas piezas que había entre coleccionistas aficionados.
Tras la guerra civil española, se produjo así un interés de los bibliófilos por obtener no ya solo ediciones antiguas buscadas, sino ediciones modernas que reproducían aquellas, lo que era muchos más asequible en una época de posguerra, o en general ediciones modernas de calidad de temática taurina. No en vano, era la época de otro mito del toreo, Manolete, que con su proyección social atrajo, como lo hizo antes Juan Belmonte, a la intelectualidad y a muchos hombres de letras. En aquellos años eran habituales tertulias taurinas en muchos cafés y bares de Madrid y en una de ellas surgió por tanto la idea de crear una Unión de Bibliófilos Taurinos, a inicios de los años cincuenta.

### Primera época
En 1953, reunidos en el café llamado de «Los italianos», cercano a la plaza de la Cibeles, en la acera derecha de la calle de Alcalá, se fue gestando el propósito de crear la entidad y, finalmente, nace la Unión, oficialmente, el 11 de mayo de 1954. Se comenzaba la andadura bajo el impulso de José María Gutiérrez Ballesteros, conde de Colombí, que fue su primer presidente, y otras personalidades como el periodista y escritor Ricardo García «K-Hito», vicepresidente, Celestino Espinosa, «Capdevila», escritor también y secretario de la Unión, Vicente Molina Arnás como vicesecretario, Antonio Urquijo como tesorero y otros fundadores como Fernando Rodríguez de Miñón o Diego Ruiz Morales, que iba a jugar un papel clave en el futuro de la UBT. Ese mismo 1954 se publicaron los Estatutos.
Se iniciaba la primera época de la Unión en la que, aparte las publicaciones sucesivas, se editaba un boletín, la Gacetilla, que pese a su no larga extensión —de ahí el nombre— daba a conocer documentos o noticias, comentadas, de especial interés dentro de la historia de la Tauromaquia. Se llegaron a publicar 30 números. Durante los dieciocho años de esta primera etapa, colaboró intensamente Diego Ruiz Morales, que de un modo u otro propició la aparición de catorce libros y 31 folletos además de la Gacetilla. Destacaron especialmente varias ediciones a partir de manuscritos, como el Arte del toreo de José Daza, conservado en copia de presentación a Carlos III en la Real Biblioteca de Palacio, el Tratado de la brida y jineta de Diego Ramírez de Haro, las Advertencias para torear de Juan Núñez de Villavicencio, la Teoría del toreo de Amós Salvador y Rodrigáñez, El toro de lidia español de Luis Uriarte o los escritos taurinos de Miguel de Unamuno. También fueron importantes diversas ediciones facsímiles y de bibliofilia de relaciones de cañas y toros del siglo XVII, muy raras, como las del volumen Jornada madrileña del Príncipe de Gales. Los títulos de las colecciones «Ibarra» y «Carmena» fueron selectos.

### Segunda época
La segunda etapa de la UBT ha estado marcada por las presidencias de Salvador Ferrer Irurzun y del doctor Rafael Cabrera Bonet, el primero ya difunto y el segundo muy activo en diversidad de foros taurómacos y con amplia profusión de publicaciones al respecto, en total alrededor de noventa. En este período ha sido Papeles de toros la publicación que ha marcado un mayor nivel en cuanto a contribuciones de investigación y estudio. Por ejemplo, se ha aclarado definitivamente que la Tauromaquia de José Delgado Pepe-Hillo (Cádiz, 1796) no es de don José de la Tixera, como se creía, sino de un autor gaditano desconocido y que la célebre segunda edición de la misma, la de Madrid de 1804 con los treinta grabados, no es tal, sino una nueva versión que funde la Carta histórica sobre el origen y progresos de las fiestas de toros (1776) de Nicolás Fernández Moratín y fragmentos de la Tauromaquia de 1796 y que sí es de José de la Tixera. La otra gran aportación fue dilucidar que la Tauromaquia de Paquiro, la de Francisco Montes de 1836 no era de «Abenamar», Santos López Pelegrín, como también se creía, sino de Manuel Rancés Hidalgo, gaditano asimismo.
Aparte, se han seguido publicando facsímiles y ediciones de bibliofilia de excelente factura, a veces acompañadas de grabados originales al aguafuerte u otras técnicas. Los toros de Castellano, de Cabrera y su mujer María Teresa Artigas, es otra de las publicaciones destacadas de este último período en cuanto a material gráfico, pues reproduce dibujos que permanecían inéditos en la Biblioteca Nacional de España y que son verdaderas «fotografías» a lápiz del tipo de toro que se lidiaba en la plaza de Madrid a mediados del siglo XIX.
Este período de la UBT se inició en los años ochenta con otra obra de gran aliento, realizada al alimón entre Francisco López Izquierdo, muy activo en la UBT tras Ruiz Morales, y Rafael Cabrera, Plazas de toros de la Puerta de Alcalá (1739-1874), en dos volúmenes, que asimismo se ocuparon de los festejos realizados en la Plaza Mayor de Madrid. En cuatro volúmenes se han publicado además, a cargo de Víctor Pérez López, Anales de la plaza de toros de Madrid (1874-1900), obra detallada que continúa las anteriores en cuanto al desarrollo de los festejos madrileños. Otras obras de especial interés se han editado a cargo de otros miembros señalados de la UBT, como José María Moreno Bermejo, o Jesús María García Añoveros. Enlazando con la política de la primera época de editar manuscritos inéditos de tratados de jineta con contengan noticias sobre toreo a caballo se publicó a fines de 2012 uno de los primeros al respecto, del caballero burgalés Hernán Ruiz de Villegas. Por tanto, la intensidad y calidad de las publicaciones se viene sosteniendo, de modo invariable, en las últimas décadas tras el bache de los setenta-ochenta, motivado en gran parte por el cambio generacional en la entidad.

## Miembros destacados

### Primera época
Hay que distinguir en relación con los asociados entre las dos épocas. En la primera fueron numerosos los escritores y periodistas taurinos, ganaderos, nobles y los libreros anticuarios. En la segunda época son más profesionales liberales y empresarios, además de personas procedentes del mundo académico como profesores o estudiosos. En la primera época, junto a los miembros constituyentes mencionados, figuraron así los ganaderos Eduardo Sotomayor, de Córdoba, y el salmantino Sánchez y Sánchez y otros como Tomás Murube Urquijo, los periodistas y escritores Antonio Bellón, Julio de Urrutia, Ventura Bagués, Auguste Lafront («Paco Tolosa»), Luis Fernández Salcedo, Adolfo Bollain, Luis Cervera Vera y Guillermo Sureda Molina, Luis Videgaín —con gran biblioteca—, los marqueses de Almunia y de la Cadena, los libreros anticuarios, Estanislao Rodríguez, Julián Barbazán, Luis Bardón o Antonio Mateos, el veterinario Cesáreo Sanz Egaña, el prolífico editor de bibliofilia Antonio Pérez y Gómez, de Cieza, el gran bibliófilo mexicano Eleuterio Martínez y el peruano Fernando Berckmeyer. Prueba del nivel bibliofílico de la primera época es la presencia como asociado de don Antonio Rodríguez-Moñino, al que el gran hispanista Marcel Bataillon definió como «el Príncipe de los bibliófilos españoles». Por muestra, en su riquísima biblioteca conservaba los dibujos originales de la Tauromaquia de Antonio Carnicero, hoy en la Real Academia Española tras donar a ella la biblioteca su viuda, doña María Brey.

### Segunda época
Al dejar de impulsar Diego Ruiz Morales la actividad de la UBT, se siguieron publicando algunos títulos, destacando Verdad y mentira de las corridas concurso de Fernández Salcedo, pero el declive era patente. Era mediados de los años setenta y la nueva etapa se iniciaría a mediados-fines de los ochenta, cobrando al acabarse esta década un impulso que pervive en cuanto a cantidad y calidad de las publicaciones. Este nuevo auge vino dado por la actividad de Francisco López Izquierdo primero y luego de Rafael Cabrera Bonet, este último auténtico motor de la UBT ya desde hace lustros. El perfil de asociado ha cambiado algo y aunque permanecen miembros vinculados directamente de algún modo al mundo del toro, hay, como referimos, empresarios, profesionales liberales y, sobre todo, están más presentes estudiosos o al menos se manifiestan más en sus aportaciones a la UBT. Son los casos de Jesús María García Añoveros, Víctor Pérez López o José Campos Cañizares, cada uno desde perspectivas distintas, el primero historiador generalista de mentalidades con respecto al toro, el segundo historiador localista de festejos (Madrid) y el tercero analista del toreo caballeresco y su evolución. Una de las últimas incorporaciones notables en este sentido es la del catedrático Gonzalo Santonja, al que se deben las aportaciones más notables a la historia de la tauromaquia en los últimos años desde perspectiva documental. En la actualidad es vicepresidente de la UBT Valentín Moreno Gallego, doctor en Historia Moderna y especialista en Humanismo hispano del siglo XVI, particularmente sobre la recepción de Juan Luis Vives en España, entre otras materias de estudio. Y La Junta Directiva se completa en 2022 con Juan Salazar como secretario de la entidad y Juan Gutiérrez como tesorero. Contándose con 88 asociados en 2011, en mayo de 2025 la UBT cuenta con 140 asociados en una evolución ascendente muy continuada pues en 2011 se componía de 88 miembros, debiendo destacarse en los últimos años a asociados/as jóvenes o a algún nuevo miembro de especial relevancia como la gran aficionada Yolanda Fernández Fernández-Cuesta.

## Publicaciones de la UBT
El presente listado no es selectivo, es total.
Primera época:
1954
- Romance de la desgraciada muerte de Joseph Delgado (alias Hillo) en la Villa, y Corte de Madrid, el día once de Mayo del año de mil ochocientos y uno.

1955
- Esposición de los Festejos Públicos que la M.N.M.L.I.C. y M.H. villa de Madrid tiene dispuestos para solemnizar el augusto enlace de S.M. la Reina Doña Isabel II, y de la rma. Sra. Infanta Doña María Luisa Fernanda, con sus augustos primos SS.AA.RR. Duque de Cádiz y Duque de Montpensier.

1956
- Los Toros en el Memorial Literario, Instructivo y Curioso de la Corte de Madrid. 1784-1788. Prólogo por Diego Ruiz Morales.
- Relación de la fiesta de toros, que corrió la Villa de Meco a siete de Junio de este presente año, y de la guerra que tuvo con los de Alcalá de Henares, en que se da larga cuenta de la canela, y azúcar piedra que repartió, y la grande cosecha que huvo de palos, y pedradas.
- Noticia en que se describe lo más notable acaecido en las Fiestas Reales de Toros, executadas en la Plaza Mayor de la Villa y Corte de Madrid, con los muy plausibles motivos de la Exaltación al Trono del Rey el Señor Don Carlos 4º, y Jura de su Hijo nuestro muy amado y Serenísimo Príncipe de Asturias, los días 22, 24 y 28 de septiembre de 1789. Prólogo por José M.ª Gutiérrez Ballesteros (Conde de Colombí).

1957
- Relación verdadera, en que se refieren las Reales Fiestas de Toros que se celebraron en la Plaça Mayor de Madrid el Iueves 19. deste mes de Iunio de 1681. El número de los Cavalleros que torearon, y los varios sucessos del referido dia por Mañana y Tarde.
- Lafront, Auguste. Los viajeros extranjeros y la fiesta de toros (Siglos XVI a XVIII). Selección de textos inéditos, olvidados o desdeñados. Recopilación, estudio y notas por.... Prólogo de Diego Ruiz Morales.
- Ruiz Morales, Diego. Tres carteles de toros (1764).

1958
- Blanchard, Pharamond. 15 Estampas de toros. Estudio previo por Diego Ruiz Morales.
- Relación verdadera, en que se da quenta, y declara las grandes fiestas de Toros que se corrieron en el lugar de Chan Martin, por mandado del Excelentisimo Señor Duque de Pastrana, y de Medina Sidonia, el día doze de este mes de Iunio de el año de 1687
- Ruiz Morales, Diego. Menudencias de historia taurina (siglo XIX).

1959
- Flores, Antonio Francisco de. Descripción de las plausibles Reales Fiestas de Luminarias, Procession General, Cañas y Toros, con que la muy Noble, y muy Leal Ciudad de Sevilla, celebro obsequiosa los dichosos años de la Sacra Catholica Mag. de N. Rey, y Señor D. Felipe Quinto, que Dios guarde....
- Daza, José. Arte del toreo. Manuscrito inédito de 1778. Publícalo por vez primera, según la copia que figura en su biblioteca, José María Gutiérrez Ballesteros (Conde de Colombí) precedido de una noticia bibliográfica. Tomo I (único publicado). Nota preliminar por José María Gutiérrez Ballesteros (Conde de Colombí).
- Montoto y Rautenstrauch, Santiago. ¡Toros en Sevilla! ¡Toros!. A manera de prólogo por José Mª. Gutiérrez Ballesteros (Conde de Colombí).

1960
- Martínez Rueda, Manuel. Elogio de las Corridas de Toros. Nota Preliminar por Diego Ruiz Morales.
- Instrucciones para torear a pie. (Primeras ordenaciones). Prólogo de Diego Ruiz Morales.
- Gautier, Theóphile. La Tauromaquia (La Tauromachie). Prólogo titulado “Gautier, inesperado tratadista taurino” por Auguste Lafront (Paco Tolosa).

1961
- Basterrechea, L. de. Ensayo Fisiozootécnico sobre el toro de lidia.
- Ramírez de Haro, Diego. Tratado de la brida y gineta y de las caballerías que en entrambas sillas se hazen y enseñan a los cavallos y de las formas de torear a pie y a cavallo de... (Tercera parte). Nota preliminar por Diego Ruiz Morales.
- Pliegos poéticos taurinos. Nota preliminar por Antonio Pérez Gómez.

1962
- Ruiz Morales, Diego. Jacobo Salgado y su descripción de la fiesta de toros.
- Salvador Rodrigáñez, Amós. Teoría del toreo. Nota preliminar por Diego Ruiz Morales.
- Lafront, Auguste. Bibliografía de la Prensa Taurina Francesa (1887-1961). Prólogo de Diego Ruiz Morales.

1963
- Ford, Ricardo. Las Fiestas de Toros (Spanish Bull Feasts and Bull Fights). Nota Preliminar de Diego Ruiz Morales.
- Toros y literatura costumbrista. Tres artículos del Semanario Pintoresco Español. Nota preliminar por Antonio García Ramos.
- Lafront, Auguste. Alexandre Lunois. José Vallejo. Breve glosa a dos series de estampas taurinas.

1964
- Pérez de Herrera, Cristóbal. Discurso del Doctor Christoval Perez de Herrera, Protomédico de las Galeras de España, en que suplica a la Magestad del Rey don Felipe nuestro señor, se sirva mandar ver si convendría dar de nuevo, orden en el correr de toros, para evitar los muchos peligros y daños que se ven con el que oy se usa en estos Reynos. Prólogo titulado “Un reformista taurino el doctor Cristóbal Pérez de Herrera” por Diego Ruiz Morales.
- Papel que explica por descripciones, en capítulos separados, los nombres que hay de toros, con distinción de sus clases, según se portaren en la Plaza, u otra parte, lidiándolos gente de a pie, y de a caballo. Nota Preliminar por Diego Ruiz Morales.
- Unamuno, Miguel de. Escritos de toros. Prólogo de Manuel García Blanco.

1965
- Dos pliegos de cordel. Nota Preliminar por Diego Ruiz Morales.
- Núñez de Villavicencio, Juan. Advertencias para Torear que Don ... ha hecho a sus hijos Don Rodrigo y Don Diego. Nota Previa por Diego Ruiz Morales.

1966
- Relación exacta de lo más notable acaecido en las tres corridas de Toros y una de novillos, anunciadas por los respectivos carteles, y verificadas en el Anfiteatro de la M.N. y M.L. Ciudad de Jerez de la Frontera las tardes de los días 20, 21, 23 y 24 del corriente mes de Junio de 1794....
- Ruiz Morales, Diego. Datos inéditos de Historia taurina madrileña.
- Compendio (en verso) que moviendo una eficaz instancia para presentar al Sereníssimo Señor Infante de Castilla Don PHELIPE DE BORBON, se hizo de las Fiestas Reales, que en aplauso del celebrado Casamiento de los Reyes de las dos Sicilias, consagró la mui Noble, y mui Leal Ciudad de Sevilla; y conjunta con ella, la mui Ilustre Real Maestranza, en los días 24. y 25. del mes de Octubre de este año de 1738. Dióse manuscripto el día 28. e imprímese por un aficionado.

1967
- Jornada madrileña del Príncipe de Gales. Fiestas de Toros y Cañas en su honor. Nota Previa por Diego Ruiz Morales.
- Justiniano, Juan Bautista. Relación verdadera, en la qual se da cuenta de la manera que en el río de Huecar, de la ciudad de la Estrella, por otro nombre llamada CUENCA, se corren los Toros fuertes de la sierra, y las desgracias que en ellos muchas vezes suceden.

1968
- Toros y Cañas en Sevilla en 1673 (Dos relaciones de un mismo suceso). Nota previa de Diego Ruiz Morales.
- Relación verdadera de las fiestas que se hicieron a las velaciones del Rey nuestro Señor, que Dios guarde, en la Villa de Navalcarnero, en que declara, y da cuenta de los Señores que le asistieron, libreas, y galas que sacaron, y otras diferentes cosas, que con toda verdad se leerán en este pliego. Madrid, Juan Sánchez, 1649.
- Relación verdadera de las grandiosas fiestas, y regozijos, que la muy noble, y muy leal Ciudad de Valladolid hizo a nuestro Rey, y Señor Don Felipe Quarto el Grande, viniendo de Irún de entregar a la Christianissima Reyna de Francia Doña María Teresa de Austria, su hija; donde se declaran los grandes aparatos de fuego, luminarias, toros y cañas, y los señores que torearon, y la máscara que hicieron. Madrid, Joseph Fernández de Buendía, 1660.

1969
- Uriarte, Luis (Don Luis). El Toro de lidia español. Ensayo de revisión histórica de las ganaderías en su origen.
- Relación breve y verdadera, de las fiestas Reales de toros y cañas, que se hicieron en la plaça de Madrid, Lunes, que se contaron veynte y uno de Agosto, por la solemnidad de los casamientos de los Serenissimos Señores Príncipe de Gales, y la Señora Infanta Doña María de Austria. Valladolid, Gerónimo Morillo, s.a. (1623).
- Relación de la célebre fiesta de Toros, que para diversión de el Excelentissimo señor Duque de Osuna se celebró con la circunstancia de rejonear su Excelencia, el Marqués de Almarza, y Don Joseph Niño, en la Casa de Campo de esta Ciudad de Toledo, a tres de Septiembre de este presente año de 1696.

1970
- Orihuela y Morales, Francisco. Taurimachia Hispalensis sive Taurinorum ludorum hispalis instauratio, et descriptio, in gratiam Baeticae Juventutis latijs carminibus exarata, at que Hispanicis metris transcripta A D.F.O. et M. Ex Oppido P..
- Orihuela y Morales, Francisco. Taurimaquia Sevillana, o renovación, y descripción de los juegos de toros de Sevilla, traducida de los versos latinos a castellanos en obsequio de la Juventud de Andalucía por D.F.O. y M. de P..

1971
- Carmena y Millán, Luis. Tauromaquia. Apuntes Bibliográficos recogidos y ordenados por....

1973
- Toros y Cañas en Filipinas en 1.623. Fragmento de un manuscrito inédito. Barcelona, Establecimiento Tipográfico “El Siglo XX”, 1903
- Noticia verdadera de las Magnificas Fiestas de Toros que al Real Casamiento del Rey nuestro Señor se celebraron en la Plaza Mayor de Madrid el Miercoles 7 de Febrero de este año de 1680. Refierense los Señores que torearon; el número, y género de Libreas, y Lacayos que cada uno sacó, y las demás circunstancias que huvo en la Real Función. Zaragoza, 1688.
- Relación verdadera, en que declara, y da cuenta de la fiesta de toros que se corrieron en esta Corte el día diez y seis de Diziembre. Dase cuenta del lucimiento de los Señores, y de los Lacayos que sacaron, con todo los demás que verá el curioso Lector este año de 1688.

1974
- Fernández Salcedo, Luis. Verdad y mentira de las corridas concurso.

Segunda época:
1985-1988
- López Izquierdo, Francisco. Plazas de Toros de la Puerta de Alcalá (1739-1874). 2 tomos.

1990
- Cabrera Bonet, Rafael. Los Toros de Castellano. Catálogo realizado por María Teresa Artigas Cano de Santayana. Reproducciones del Laboratorio Fotográfico de la Biblioteca Nacional.

1991
- Ruiz Morales, Diego y Cabrera Bonet, Rafael. Papeles de Toros 1. Sus libros. Su historia.
- Gomarusa, Josef. Carta apologética de las funciones de toros. Nota Previa por Salvador Ferrer Irurzun.

1992
- Ruiz Morales, Diego y Cabrera Bonet, Rafael. Papeles de Toros 2. Sus libros. Su historia.
- Medel, Ramón. Reseña general de las corridas de toros verificadas en la Plaza de Madrid en el año de 1850. Prólogo por Antonio Castillo Rebollo.
- Medel, Ramón. Toros en 1851. Reseña general de las corridas verificadas en la Plaza de Madrid en dicho año. Comprende además algunas noticias de la lidia que ha tenido lugar en las plazas particulares de las sociedades tauromáqicas de esta Corte, y varios apuntes de las ejecutadas en otros puntos.

1993
- Ruiz Morales, Diego y Cabrera Bonet, Rafael. Papeles de Toros 3. Sus libros. Su historia.
- López Izquierdo, Francisco. Los Toros en la Plaza Mayor de Madrid. -Documentos-. Edición prologada y revisada por Rafael Cabrera Bonet.

1994
- Ruiz Morales, Diego y Cabrera Bonet, Rafael. Papeles de Toros 4. Sus libros. Su historia.
- Plaza de Toros de Madrid. Semblanzas de los toreros escriturados en 1845, con un Apéndice sobre la reforma de algunos abusos, por Un Aficionado. Nota Previa por Salvador Ferrer Irurzun. Madrid, Establecimiento Tipográfico de D. Francisco de Paula Mellado, 1845.
- Tauromaquia. Contestación a la Semblanza de los toreros escriturados el año próximo pasado para la Plaza de Madrid, por Un Aficionado. Madrid, Imprenta de Alhambra y Compañía, 1846

1995
- Ruiz Morales, Diego y Cabrera Bonet, Rafael. Papeles de Toros 5. Sus libros. Su historia.
- Cabrera Bonet, Rafael. Los toros en la Plaza Mayor de Madrid. -Documentos-Índices-.
- Esplicación de las Suertes de Tauromaquia que ejecutan los diestros en las corridas de toros, sacada del Arte de Torear escrito por el distinguido maestro Francisco Montes. Nota previa por Salvador Ferrer Irurzun. México, Imprenta de Inclán, 1862

1996
- Ruiz Morales, Diego y Cabrera Bonet, Rafael. Papeles de Toros 6. Sus libros. Su historia.
- Ramírez Bernal, Aurelio (P.P.T.). Memorias del tiempo viejo. Prólogo titulado “Dos, tres, cuatro palabras” por Rafael Cabrera Bonet.

1997
- Cabrera Bonet, Rafael. Plazas de toros de la Puerta de Alcalá (1739-1874). Índice onomástico Tomos I y II.
- Corridas de toros verificadas en Madrid en los años 1827 a 1831, con reseña de la antigüedad de las corridas en España y estado del arte que llaman de torear a pie y a caballo. Estudio preliminar por Rafael Cabrera Bonet. Volumen que recoge el manuscrito, atribuido a Basilio Sebastián Castellanos y conservado en la Biblioteca Nacional de Madrid

1998
- López Izquierdo, Francisco. Cincuenta documentos sobre historia taurina madrileña (Siglos XVII-XIX). Nota Preliminar por Salvador Ferrer Irurzun.
- Ruiz Morales, Diego y Cabrera Bonet, Rafael. Papeles de Toros 7. Sus libros. Su historia.

1999
- Corral, José del. Don Juan de Valencia. Toreador, Espía de Felipe IV, Regidor de Madrid y Tratadista de toros.
- A.E. y J. Críticos taurinos. Biografías de los Principales Revisteros de Madrid. Nota Previa por Rafael Cabrera Bonet. Madrid, Imprenta de El Crédito Público, 1889
- Ruiz Morales, Diego y Cabrera Bonet, Rafael. Papeles de Toros 8. Sus libros. Su historia.

2000
- Cabrera Bonet, Rafael. Las fiestas reales madrileñas de 1803.
- Ruiz Morales, Diego y Cabrera Bonet, Rafael. Papeles de Toros 9. Sus libros. Su historia.

2001
- Boto Arnau, Guillermo. Cádiz, origen del toreo a pie (1661-1858). Prólogo por Rafael Cabrera Bonet.
- Castillo Rebollo, Antonio. Ensayo para un catálogo de las Cartas Tauromáquicas.

2002
- Ruiz Morales, Diego y Cabrera Bonet, Rafael. Papeles de Toros 10. Sus libros. Su historia.
- Anónimo. Bibliografía de la Unión de Bibliófilos Taurinos. Prólogo por Salvador Ferrer Irurzun.

2004
- Pérez López, Víctor. Anales de la plaza de toros de Madrid (1874-1900). Tomo I (Volumen Primero) y Tomo I (Volumen Segundo).

2005
- Jiménez Pastor, Ernesto (Un Aficionado). Datos para escribir la historia de las ganaderías bravas de España por.... Nota Previa por Rafael Cabrera Bonet. Madrid, Establecimiento tipográfico de P. Núñez, 1876.

2006
- Varios. Dos folletos biográficos y otro más (Desperdicios, Pepete y Gordito). Introducción por Rafael Cabrera Bonet.
- Pérez López, Víctor. Anales de la plaza de toros de Madrid (1901-1934). Tomo II (volumen tercero).

2007
- García Añoveros, Jesús María. El hechizo de los españoles. La lidia de los toros en los siglos XVI y XVII en España e Hispanoamérica. Historia, sociedad, cultura, religión, derecho ética.

2008
- Aficionado, Un. Fastos tauromáquicos. Historia verdadera de todas las corridas de toros ejecutadas en la plaza de Madrid durante el presente siglo; biografías y retratos de los lidiadores más notables, COSTILLARES, PEDRO ROMERO, PEPEILLO, MONTES, LEON y otros;..... Prólogo por Rafael Cabrera Bonet. Edición facsímil de la de Madrid, Imprenta del Siglo a cargo de Ivo Biosca, 1845.

2009
- Varios. Dos raras Tauromaquias decimonónicas. Prontuario de Tauromaquia y La Tauromaquia, explicación en compendio de sus suertes. Nota Previa por Rafael Cabrera Bonet.
- Pérez López, Víctor. Anales de la plaza de toros de Madrid (1901-1934). Tomo II (Volumen Cuarto).

2010
- Lara, Joaquín de (El Doctor Quinraaladejo). Colección de los Folletines de Toros insertos en El Comercio en las temporadas de 1846 y 1847. Prólogo por Francisco Javier Orgambides Gómez. Edición facsímil de la de Cádiz, Imprenta de la Revista Médica, 1847.
- Moreno Bermejo, José María. El poliédrico Dr. Thebussem. Epistolario de Don Mariano Pardo de Figueroa (El Dr. Thebussem) con el escritor D. Luis Carmena y Millán. Estudio, compilación y notas por….

2011
- García Añoveros, Jesús María. Los ilustrados y los toros. Prólogo por Rafael Cabrera Bonet.
- Villasante Laso de la Vega, Gerónimo de. Advertencias para torear con el rejón por... Caballero del Orden de Santiago. Prólogo de José Campos Cañizares. Edición facsímil de la de Madrid, Oficina Tipográfica de Ricardo Fe, 1888.

2012
- Anónimo. Cadente descripción, épico rasgo, métrico diseño, que ansioso provoca la fidelíssima atención Cordobesa, a eternizar lo plausible del gozo, hijo de las más obsequiosas demonstraciones, con que la M.N. y M.L. Ciudad de Córdoba en el día 23 de Septiembre de este año de 1749, solemnizó con lucidíssima función de Cañas, Alcancías, y Toros el felicissimo Real Natalicio de nuestro Cathólico Monarcha el Señor D. Fernando VI (que Dios guarde)…. Edición facsímil de la de Córdoba, en el Coleg. de N. Sra. de la Asumpc., por Juan Pedro Crespo, Impressor Mayor de la Ciudad, (1749).
- Ruiz de Villegas, Hernán. Tratado de Cauallería a la Gineta (1567-1572). Estudios introductorios por Valentín Moreno Gallego y José Campos Cañizares. Presentación por Rafael Cabrera Bonet.

2013
- Ros i Hebrera, Carlos. Romanç nou, gracias y entretengut y Nova, y Gustosa relació, jocós y divertit Romanç. Facsímiles del siglo XVIII. Prólogo por Manuel J. Pons Gil.
- Anónimo. Noticia individual, exacta y verdadera de las funciones y festejos que ha hecho la Imperial y Coronada Villa de Madrid, en celebridad y regocijo del feliz Casamiento de nuestro Príncipe de Asturias, con la Señora Princesa Doña María Antonia, nuestros Señores en los días 18, 19 y 20 de julio de 1803. Prólogo por Rafael Cabrera Bonet.
- Santonja Gómez Agero, Gonzalo. La justicia del Rey. Felipe II y el Consejo Real a favor de los toros. (El Burgo de Osma 1584-1594).

2014
- Balcells Domenech, José Mª. Miguel Hernandez y los mandones de la muerte. Tirada de 220 ejemplares; 200 numerados y nominados del 1 al 200, y 20 para atenciones legales, sin numerar. Editados en papel verjurado Torreón, con extensión de 91 páginas.
- Pérez Hernández, Mª Isabel. Correspondencia de la Duquesa de Osuna con Pepe-Hillo y Pedro Romero. Tirada de 225 ejemplares, numerados del 1 al 200; y 25 para atenciones legales, sin numerar, editados en papel verjurado Torreón, extensión de 200 páginas.

2015
- Azcune, Valentín. Los Toros en el teatro. Tirada de 220 ejemplares; 200 numerados y nominados del 1 al 200, y 20 para atenciones legales, sin numerar. Editados en papel verjurado Torreón, con extensión de 686 páginas. Contiene un hermoso grabado del artista Gerónimo Uribe Clarín.
- Matos, Joseph Phelipe. Métrica descripción de las... fiestas que... Sevilla ha celebrado... este año de 1738 en obsequio de las... nupcias... Carlos de Borbón...con... María Amelia”. Tirada de 220 ejemplares; 200 numerados y nominados del 1 al 200, y 20 para atenciones legales, sin numerar. Editados en papel verjurado Torreón. Edición facsímil de la de Sevilla, 1738.

2016
- Herrera, Pedro. Translación del Santísimo Sacramento a la Iglesia Colegial de San Pedro de la villa de Lerma; con la Solemnidad y Fiestas, que tuvo para celebrarla el Excelentísimo Señor don Francisco Gómez de Sandoval y Roxas. Estudio preliminar por D. Rafael Cabrera Bonet. Tirada de 220 ejemplares; 200 numerados y nominados del 1 al 200, y 20 para atenciones legales, sin numerar. Editados en papel verjurado Torreón. Edición facsímil de la de Madrid, Juan de la Cuesta, 1617.
- García Tejero, Alfonso. Montes y Pepe Hillo. Juguete literario-crítico-filosófico acerca de las funciones de toros. Introducción de D. Manuel José Pons Gil. Tirada de 210 ejemplares; 200 numerados y nominados del 1 al 200, y 10 para atenciones legales, sin numerar. Editados en papel verjurado Torreón. Edición facsímil de la de Madrid, Santa Coloma y Peña de 1851.

2017
- Hermosilla y Benito, Julián de. Representación de Madrid, y su Corregidor a su Majestad, y dictamen sobre la presidencia, mando y gobierno de la Plaza y Fiestas de toros. Introducción y estudio de Dª. Beatriz Badorrey Martín. Tirada de 210 ejemplares; 200 numerados y nominados del 1 al 200, y 10 para atenciones legales, sin numerar. Editados en papel verjurado Torreón. Edición facsímil de la de Madrid de 1743.
- Rey Delgado "Selipe", José María del. Espartero y Guerrita Introducción por D. Rafael Cabrera Bonet. Tirada de 130 ejemplares numerados y nominados del 1 al 130, y 10 para atenciones legales sin numerar. Editados en papel verjurado Torreón. Edición facsímil de la de Madrid de 1894.

2018
- Boto Arnau, Guillermo. El Buscapié de la Gacetilla y Papeles de Toros. Prólogo por Rafael Cabrera Bonet.
- Asociación Unión De Bibliófilos Taurinos. Estatutos. Madrid, Unión de Bibliófilos Taurinos, 2018. 4º.

Última revisión de los Estatutos de la Asociación, legalizados ante en Ministerio del Interior en 2010.
- Unamuno, Miguel de. Visiones taurómacas. Estudio y selección de textos por José María Balcells. Tirada de 130 ejemplares numerados.
- Anónimo. El Lidiador perfecto o sea estracto de las mejores obras de Tauromaquia, corregido por el célebre maestro Sr. José Redondo (el Chiclanero) y autorizado con su V.º Bº. Introducción por Rafael Cabrera Bonet.

2019
- García Ortiz, Marcos. La dinastía Valencia. Grandeza y torería de la familia Roger. Tirada de 130 ejemplares numerados.
- Zavala y Bravo del Ribero, Pedro de. Escuela de Caballería conforme a la práctica observada en Lima. Estudios introductorios por Valentín Moreno Gallego y José Campos Cañizares. Presentación por Rafael Cabrera Bonet. Tirada de 140 ejemplares numerados.

2020
- Cabrera Bonet, Rafael. Bibliografía sobre José Gómez Ortega, Joselito. Ilustraciones con portadas fuera de texto. Tirada limitada de 150 ejemplares numerados.
- VV.AA. Joselito en Lima.1919-1920. De los Diarios y Revistas. Presentación por Valentín Moreno Gallego. Tirada limitada de 150 ejemplares numerados.
- Pons Gil, Manuel. Gallito en los pliegos de cordel. Contiene [64] h. de pliegos pleg. en su color original. Tirada de 150 ejemplares numerados y nominados más 10 de atenciones legales.
- Jalón, César (Clarito). Joselito en el Pilar o el sitio de Zaragoza. Presentación por Rafael Cabrera Bonet. Reproducción facsímil de la de Madrid, Establecimiento Tipográfico de Juan Pérez, 1915. Tirada de 150 ejemplares numerados y nominados más 10 de atenciones legales.

2021
- Sancho y Gil, Faustino. Origen, carácter y vindicación de las Corridas de Toros. Discurso pronunciado por… en el Círculo Mercantil, Industrial y Agrícola de Zaragoza, en la noche del 6 de diciembre de 1889. Estudio introductorio de Valentín Moreno. Reproducción facsímil de la de Zaragoza, Tipografía de La Derecha, 1889. Tirada de 150 ejemplares numerados y nominados más 10 de atenciones legales.

- Bilbao, José. Rafael Guerra «Guerrita». Resúmen estadístico de todos los hechos de su vida taurina. Tirada de 150 ejemplares nominados y numerados y 10 para atenciones legales, en papel crema verjurado de grueso gramaje.

2022
- Pons Gil, Manuel. Granero en letra de imprenta. Bibliografía comentada y pliegos de cordel sobre el diestro Manuel Granero Valls. Introducción de Manuel Pons Gil, bibliografía de 16 p., con reproducción a color de portadas, y reproducciones en papel a color igual a sus originales de diez pliegos de cordel. Tirada de 150 ejemplares numerados y nominados más 10 de atenciones legales.

2023
- Villanueva Sáenz, Ramón I. El tronco principal de la ganadería brava de Navarra. Ledcumberri-Guebdulain-Carriquirri-Espoz y Mina. Madrid, Unión de Bibliófilos Taurinos, 2023. Folio, 635 págs., ilustrado y con tablas diversas. Prólogo de Rafael Cabrera Bonet. Tirada de 150 ejemplares numerados y nominados más de 10 de atenciones legales. Y 50 ejemplares en papel corriente.

- González de River (El Bachiller). Los toros de bandera. Enumeración de los toros que en las plazas antigua y moderna de Madrid tomaron de dieciséis puyazos en adelante, desde 1851 hasta nuestros días. Prólogo de Rafael Cabrera Bonet. Madrid, Unión de Bibliófilos Taurinos, 2023. 4º, 48 p. Tirada de 150 ejemplares numerados y nominados más de 10 de atenciones legales.

2024
- José R. Alfonso Candela. Córdoba taurina. 160 biografías. Presentación por Rafael Cabrera Bonet. Madrid, Unión de Bibliófilos Taurinos, 2024. 4º, XXV, 121 p. Edición facsímil de Málaga [1896]. Tirada de 150 ejemplares y 10 para atenciones legales.

- José María Sotomayor Espejo-Saavedra, El pleito de los miuras en sus documentos. Madrid, Unión de Bibliófilos Taurinos, 2024. 4º, 221 p. Tirada de 150 ejemplares y 10 para atenciones legales.